# Bibliothèque musicale Marvin Duchow
La Bibliothèque musicale Marvin Duchow fait partie du réseau de bibliothèques de l'Université McGill. Son mandat est de « fournir des ressources et des services pour soutenir l'école de musique Schulich dans ses programmes d'enseignement, de recherche, de composition et de performance musicale ».

## Description
Située à Montréal, aux trois derniers étages du pavillon de musique Elizabeth Wirth, la bibliothèque contient des partitions, des enregistrements, des livres et des périodiques reflétant les sujets de la faculté de musique de l'école de musique Schulich. Plus de 200 000 documents sont accessibles aux personnes qui la fréquentent, ce qui fait de la collection une des plus importantes dans son genre au Canada. Ces collections comptent des partitions documentant la musique de la Renaissance, de la période baroque, des enregistrements de jazz et sur la musique contemporaine. La bibliothèque permet également l'accès à des pianos électriques, des studios de création assistée par ordinateurs, et prête du matériel d'enregistrement et de production audiovisuelle (microphones, platines, équipements de playback...)

## Collection d'archives
La bibliothèque contient également une collection d'archives, qui contient de la correspondance, des photographies, des programmes, des enregistrements audio et vidéo documentant notamment la musique canadienne, classique et d'avant-garde ou encore la fabrication d'orgues.

### Contenu de la collection
| Nom du fonds                    | Numéro d'inventaire | URL                                                                                     |
| ------------------------------- | ------------------- | --------------------------------------------------------------------------------------- |
| Charles Reiner Collection       | MDML 001            | https://archivalcollections.library.mcgill.ca/index.php/charles-reiner-collection       |
| Donald Mackey Collection        | MDML 004            | https://archivalcollections.library.mcgill.ca/index.php/donald-mackey-collection        |
| Kelsey Jones Collection         | MDML 009            | https://archivalcollections.library.mcgill.ca/index.php/kelsey-jones-collection         |
| Paul Pedersen Collection        | MDML 014            | https://archivalcollections.library.mcgill.ca/index.php/paul-pedersen-collection        |
| Richard Coulter Collection      | MDML 019            | https://archivalcollections.library.mcgill.ca/index.php/richard-coulter-collection      |
| Sonde Collection                | MDML 021            | https://archivalcollections.library.mcgill.ca/index.php/sonde-collection                |
| Hellmuth Wolff Organ Collection | MDML 022            | https://archivalcollections.library.mcgill.ca/index.php/hellmuth-wolff-organ-collection |
| Bernard Gagnon Fonds            | MDML 027            | https://archivalcollections.library.mcgill.ca/index.php/bernard-gagnon-fonds            |
| Gian Lyman Collection           | MDML L1             | https://archivalcollections.library.mcgill.ca/index.php/gian-lyman-collection           |